# Vuelta a La Rioja 2016
La Vuelta a La Rioja 2016, cinquantaseiesima edizione della corsa e valida come evento del circuito UCI Europe Tour 2016 categoria 1.1, fu disputata il 3 aprile 2016, per un percorso totale di 157,4 km. Fu vinta dall'australiano Michael Matthews, al traguardo con il tempo di 3h47'20" alla media di 41,543 km/h, alle sue spalle il russo Sergey Shilov e a chiudere il podio lo spagnolo Carlos Barbero.
Partirono 123 corridori e portarono a termine il percorso in 115.

## Squadre e corridori partecipanti
| N.    | Cod. | Squadra                       |
| ----- | ---- | ----------------------------- |
| 1-8   | OGE  | Orica-GreenEDGE               |
| 11-18 | MOV  | Movistar Team                 |
| 21-28 | CJR  | Caja Rural-Seguros RGA        |
| 31-38 | BUR  | Burgos BH                     |
| 41-48 | EUS  | Euskadi Basque Country-Murias |
| 51-58 | TNN  | Team Novo Nordisk             |
| 61-68 | W52  | W52-FC Porto                  |
| 71-76 | DCT  | Inteja-MMR Dominican          |

| N.      | Cod. | Squadra                     |
| ------- | ---- | --------------------------- |
| 81-88   | RUS  | Selezione russa             |
| 91-98   | LHL  | Louletano-Hospital de Loulé |
| 101-108 | MZN  | Manzana Postobón            |
| 111-116 | KCP  | Massi-Kuwait                |
| 121-128 | RPB  | Radio Popular Boavista      |
| 131-138 | ONE  | ONE Pro Cycling             |
| 141-148 | RBD  | Rietumu-Delfin              |
| 151-157 | ESP  | Selezione spagnola          |

## Ordine d'arrivo (Top 10)
| Pos. | Corridore                | Squadra      | Tempo    |
| ---- | ------------------------ | ------------ | -------- |
| 1    | Michael Matthews         | Orica        | 3h47'20" |
| 2    | Sergey Shilov            | Selez. Russa | s.t.     |
| 3    | Carlos Barbero           | Caja Rural   | s.t.     |
| 4    | Samuel Caldeira          | W52-Porto    | s.t.     |
| 5    | Daniel Freitas           | W52-Porto    | s.t.     |
| 6    | Māris Bogdanovičs        | Rietumu      | s.t.     |
| 7    | Yanto Barker             | ONE          | s.t.     |
| 8    | Vicente García de Mateos | Louletano    | s.t.     |
| 9    | Vadim Zhuravlev          | Selez. Russa | s.t.     |
| 10   | Juan Ignacio Pérez       | W52-Porto    | s.t.     |